# Bariadi
Bariadi est une ville de la région de Simiyu, en Tanzanie. C'est le chef-lieu du district de Bariadi, et depuis mars 2012 la capitale de la région.